# Collyweston
Collyweston is een civil parish in het bestuurlijke gebied East Northamptonshire, in het Engelse graafschap Northamptonshire met 514 inwoners.